# Cavall volador de Gansu
El Cavall volador de Gansu, Cavall volador de la dinastia Han o el Cavall de bronze que corre (马踏飞燕 Mǎtà fēiyàn), és una escultura xinesa en bronze de la Dinastia Han probablement del segle ii. Descobert el 1969 a prop de la ciutat de Wuwei, a la província de Gansu, està ara en el Museu Provincial de Gansu. «Perfectament equilibrat», diu una autoritat, «sobre l'única peülla que descansa sense pressionar a una oreneta que vola, és un notable exemple de forma tridimensional i de retrat animal amb el cap vivament expressant un valent vigor».

## Descobriment i fama mundial
El cavall es va trobar el 1969, durant la Revolució Cultural, per un equip de pagesos als qui se'ls va dir que construïssin refugis antiaeris pel risc de guerra amb la Unió Soviètica. Quan van excavar van trobar una cambra baixa d'un monestir que contenia un grup de més de 200 figures de bronze d'homes, cavalls i carros, les quals van posar en bosses de plàstic i es van endur a llurs cases.

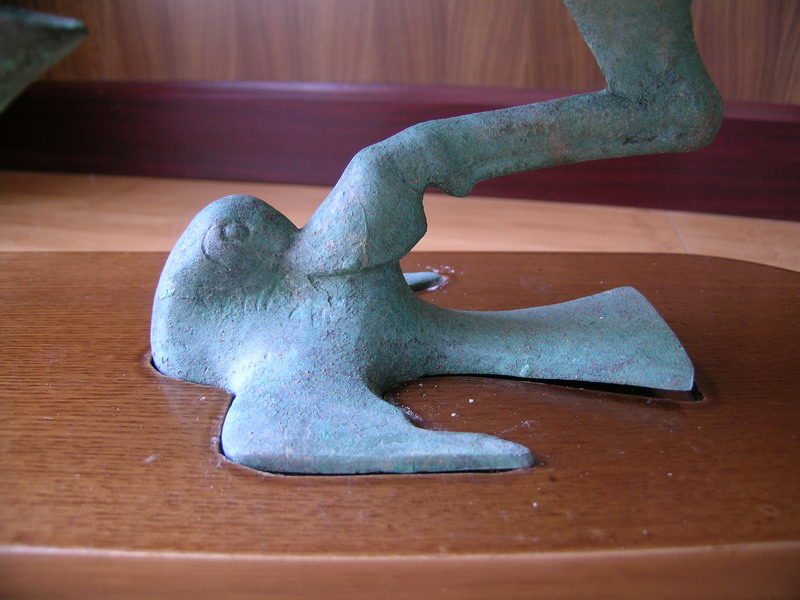
Detall del peu i ocell (replica)

Més tard es van adonar de la importància de la troballa i van informar les autoritats provincials. Arqueòlegs professionals es van involucrar aleshores en les excavacions. Van descobrir una tomba amb tres cambres que aparentment havia estat visitada per saquejadors poc després de l'enterrament al voltant de 2.000 anys abans. Els saquejadors no havien entrat a la cambra on es van trobar els bronzes l'any 1969. Els arqueòlegs van determinar que la rica tomba era d'un general de l'exèrcit de la dinastia Han a qui li havia estat assignat la important tasca de mantenir les defenses de la frontera imperial. Ells van portar els bronzes al museu de Lanzhou.
A Lanzhou, el grup de bronzes va ser observat per Guo Moruo, el més antic especialista de la Xina en arqueologia i història, qui acompanyava el príncep cambodjà Norodom Sihanuk en una visita a la Xina. Guo es va impressionar per la bellesa del cavall i el va seleccionar per exposicions nacionals i internacionals.
El cavall del bronze és d'una raça usada a l'antic regne de Ferganà a l'est de l'Uzbekistan, per una punitiva enviada per l'Emperador Wu de Han l'any 104 aC. Aquests «cavalls celestials» eren altament valorats com a marques d'estatus social.
Encara que els erudits van indicar que l'ocell no era de fet una oreneta, la peça va ser exhibida en molts països als anys setanta del segle XX com «Cavall galopant trepitjant una oreneta que vola».
L'any 2002, l'Administració Estatal del patrimoni Cultural de la Xina va incloure el Cavall volador de Gansu en la llista inaugural de les 64 relíquies culturals que estan prohibides de ser portades per a exposicions fora de la Xina.